# Kelbo
Kelbo è un dipartimento del Burkina Faso classificato come comune, situato nella provincia di Soum, facente parte della Regione del Sahel.
Il dipartimento si compone del capoluogo e di altri 9 villaggi: Bélégagnagué, Bottogui, Diomsogui, Korga, Lahel, Namsiguia, Noralkingal, Pougouzaïbaogo e Tahidi.